# Ascension Islands
Ascension Islands är öar i Kanada.   De ligger i territoriet Nunavut, i den östra delen av landet, 2 100 km norr om huvudstaden Ottawa. Arean är 1,4 kvadratkilometer.
Terrängen på Ascension Islands är mycket platt. Öns högsta punkt är 15 meter över havet. Den sträcker sig 1,8 kilometer i nord-sydlig riktning, och 1,6 kilometer i öst-västlig riktning.